# Стенешть (Арджеш)
Стенешть, Стенешті (рум. Stănești) — село у повіті Арджеш в Румунії. Входить до складу комуни Корбі.
Село розташоване на відстані 132 км на північний захід від Бухареста, 41 км на північ від Пітешть, 128 км на північний схід від Крайови, 76 км на південний захід від Брашова.

## Населення
За даними перепису населення 2002 року у селі проживала 771 особа, з них 770 осіб (99,9%) румунів. Рідною мовою 770 осіб (99,9%) назвали румунську.